# Hexapeptid
Hexapeptidy jsou oligopeptidy s molekulou složenou z šesti molekul aminokyselin, které jsou vzájemně propojeny peptidovou vazbou. Většina hexapeptidů hraje  důležitou roli v živých organismech a jsou využívány ve farmacii. 

## Lineární hexapeptidy

Argireline - sekvence aminokyselin

Lineární hexapeptidy tvoří řetězce, ve kterých jsou stavební bloky aminokyselin vzájemně propojeny pěti peptidovými vazbami v řetězci.

Argireline - strukturální vzorec, zeleně ukončení-C, modře ukončení-N.

### Argirelin

Calpinactam - posloupnost aminokyselin

Argirelin, neboliá acetylhexapeptid-8 nebo acetylhexapeptid-3. Jedná se o syntetický hexapeptid, který byl vyroben v roce 2002 skupinou vedenou španělským chemikem Antoniem Ferrerem-Montielem. Tento peptid inhibuje uvolňování neurotransmiterů stejně jako botulotoxin; z tohoto důvodu se používá k vyhlazení vrásek na kůži obličeje. Výhodou oproti botoxu je, že argirelin je vhodný pro ty, kteří trpí neuromuskulárními nebo autoimunitními onemocněními. Účinek přípravku však není srovnatelný s účinkem botoxu.

### Kalpinactam

Kalpinactam - strukturální vzorec, zeleně N.konec, modře C-konec.

Kalpinactam byl izolován z houby Mortierella alpina v roce 2009 skupinou vedenou Japoncem Hiroši Tomodou. Peptid je účinný proti bakteriím druhům Mycobacterium smegmatis a Mycobacterium tuberculosis.

### GHRP-6
GHRP-6 je zkratka pro Growth Hormone-Releasing Peptide-6, hexapeptid uvolňující růstový hormon. Jedná se tedy o růstový hormon secretagogum, který navíc zlepšuje životaschopnost tkání různých orgánů. GHRP-6 je syntetický peptid, poprvé vyrobený v roce 1983 skupinou vedenou Američanem Cyrilem Y. Bowersem.

### Angiotenzin
Angiotenzin je hexapeptidový hormon. Je součástí renin-angiotensinového systému, který reguluje krevní tlak. Angiotensin také stimuluje uvolňování aldosteronu z kůry nadledvin, aby podpořil zadržování sodíku ledvinami. Byl izolován v roce 1930 v laboratořích Cleveland Clinic a Ciba. 

### Neuromedin N
Neuromedin N je neuropeptid s podobným účinkem jako neurotensin. Poprvé byl izolován z míchy prasat skupinou japonského vědce Naoto Minamino.

## Cyklické hexapeptidy

Echinocandine B - sekvence aminokyselin

Cyklické hexapeptidy mají tvar kruhu. K uzavření do kruhu využívají hexapeptidy šestou peptidovou vazbu nebo další kovalentní vazbu.

### Echinokandin B

Strukturní vzorec echinokandinu B

Echinokandin B je antimykotický (protiplísňový) lék. Byl izolován v roce 1974 z Aspergillus nidulans. Tento peptid inhibuje syntézu β-(1,3)- D-glukanu, důležité složky buněčných stěn hub.
Echinokandin B obsahuje kyselinu linolovou, která patří do skupiny esenciálních mastných kyselin zvaných omega-6 mastné kyseliny a je nezbytným doplňkem stravy všech savců.

### Bouvardin
Bouvardin izoloval v roce 1977 Američan Jackem R. Colema. Tento peptid vykazuje aktivitu proti lymfocytární leukémii a malignímu melanomu, zejména inhibicí syntézy bílkovin.